# Ambassade van Suriname in Cuba
De ambassade van Suriname in Cuba staat in Miramar Playa, aan de Calle 3ra in Havana.
De ambassade werd in 2010 formeel geopend. Ike Antonius trad als eerste ambassadeur van Suriname aan in Cuba.

## Ambassadeurs
Het volgende overzicht is niet mogelijk niet compleet.
| Ambassadeur       | start            | vertrek | opmerking |
| ----------------- | ---------------- | ------- | --------- |
| Ike Antonius      | maart 2010       | 2018    |           |
| Marciano Armaketo | 21 november 2018 | 2022    |           |
| Wendy Aminta      | 2022             |         |           |